# アララト (アルメニアの都市)
座標: 北緯39度48分34秒 東経44度42分52秒 / 北緯39.80944度 東経44.71444度
アララト（アルメニア語: Արարատ）は、アルメニアのアララト地方にある都市。首都エレバンから北西42kmに位置する。建設業の中心地で、鉄道駅も置かれている。
1929年に入植地として開拓され、1935年にダヴァル村と合併した。現在では2つのセメント工場とアララト金再生会社の3つの主要な事業所がある。セメント工場から出る粉塵と金工場から出るシアン化合物のため、環境は汚染されている。2005年夏に行われた環境調査では、大気の汚染度が許容量の9.6倍にも達した。

## アララト金再生会社をめぐる争い
アララトには多くの建材企業があるが、とりわけアララト金再生会社（AGRC）はセヴァン湖の東20kmに位置するソトク金山から産出される金を精製している。精製では1トンにつき約0.46グラムの金が産出される。この精製作業の第一段階に「粉砕」があるが、その時浄化のため「シアン硝酸化学プロセス」が用いられる。このプロセスにより、毒性、放射性のある副産物ができる。そのため、工場の近辺では多くの動物が死ぬ事件が多発した。2003年から08年にかけて最低でも10件の事故が起きた。死んだ動物の中には牛や魚も含まれていたため、農業漁業にも影響が出ている。

## スポーツ
サッカークラブのFCアラクス・アララトが本拠地としている。

## 姉妹都市
- ブュッシー＝サン＝ジョルジュ（フランス、2009年8月7日から[2]）